# ساق‌دوش‌ها (فیلم ۱۹۸۹)
ساق‌دوش‌ها (انگلیسی: Bridesmaids) یک فیلم است که در سال ۱۹۸۹ منتشر شد. از بازیگران آن می‌توان به شلی هک و سلا وارد اشاره کرد.